# 료리만

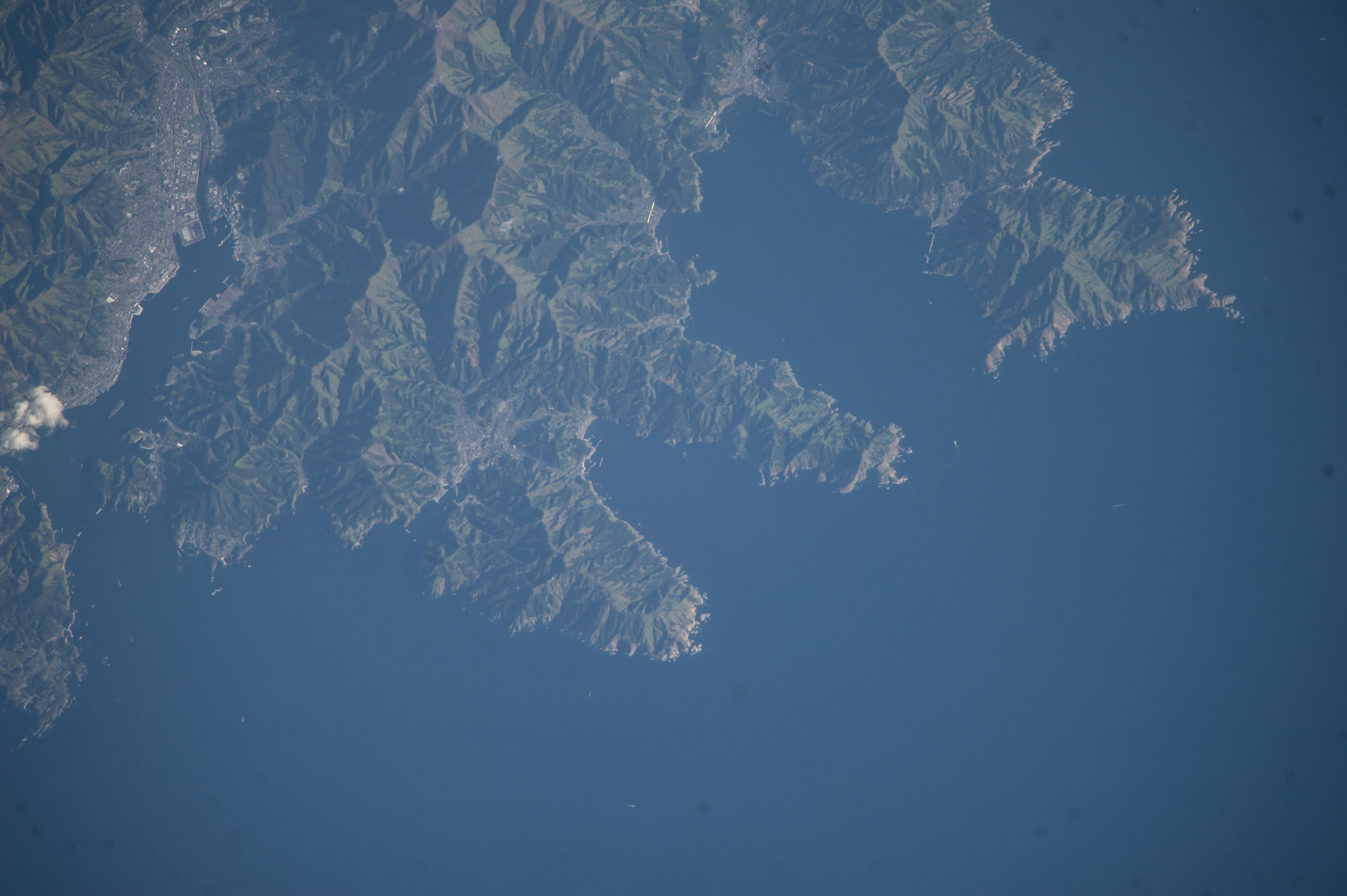
료리만과 그주변

료리만(일본어: 綾里湾 료리완[*])은 일본 이와테현 오후나토시 구 산리쿠정에 있는 만이다. 대표적인 리아스식 해안으로 생긴 만이다. 만 안쪽 해안 인근에 산리쿠 철도 미나미리아스선 료리역이 있다. 1896년 메이지 산리쿠 해역 지진 당시 료리만에 최대 38.2m의 지진 해일이 들이닥쳤으며 2011년 도호쿠 지방 태평양 해역 지진 당시엔 최대 40.1m의 지진 해일이 들이닥치면서 일본 역사상 가장 높은 지진 해일이 온 곳으로 기록되었다.